# São José da Laje
São José da Laje is een gemeente in de Braziliaanse deelstaat Alagoas. De gemeente telt 23.112 inwoners (schatting 2009).

## Aangrenzende gemeenten
De gemeente grenst aan Ibateguara, União dos Palmares, Santana do Mundaú, União dos Palmares en Canhotinho.

## Verkeer en vervoer
De plaats ligt aan de noord-zuidlopende weg BR-104 tussen Macau en Maceió.